# Liste der sächsischen Gesandten bei den Hansestädten
Dies ist die Liste der sächsischen Gesandten bei den drei freien Hansestädten Lübeck, Bremen und Hamburg.

## Geschichte
Das Kurfürstentum Sachsen nahm diplomatische Beziehungen zur Freien Reichsstadt Hamburg im Jahr 1669 auf. Erster kur-sächsischer Resident in Hamburg wurde Carl Christian Kühlewein, ein Sohn des Leipziger Bürgermeisters Friedrich Kühlewein (1606–1663). Hamburg war zu diesem Zeitpunkt neben den Gesandtschaften am kaiserlichen Hof in Wien und beim Reichstag in Regensburg eine von nur drei sächsischen Missionen, nachdem die Gesandtschaft in der Republik der Vereinigten Niederlande in Den Haag von 1668 bis 1683 unbesetzt war. Ab 1675 waren die Gesandten auch beim Niedersächsischen Reichskreis, ab 1690 auch in Lübeck akkreditiert.

## Missionschefs

### Sächsische Gesandte bei den Hansestädten
1669: Aufnahme diplomatischer Beziehungen
| Ernennung/ Akkreditierung | Abberufung     | Name                                 | Anmerkungen                                                                                 | ernannt von           | akkreditiert bei |
| ------------------------- | -------------- | ------------------------------------ | ------------------------------------------------------------------------------------------- | --------------------- | ---------------- |
| 1669                      | 1672           | Carl Christian Kühlewein             | Resident                                                                                    | Johann Georg II.      |                  |
| 1673                      | 1675           | Gottfried von Edelstein              | Resident                                                                                    | Johann Georg II.      |                  |
| 1675                      | 1681           | Johann Christian Philipp             | (* 1639; † 1682), Agent                                                                     | Johann Georg II.      |                  |
| 1682                      | 1703, 18. Dez. | Johann Arnold Funck                  | (* 1637; † 1703) Resident (bis 1688 Agent)                                                  | Johann Georg III.     |                  |
| 1704                      | 1708           | Gottfried Ebersbach                  | (* 1645; † 1726) Geschäftsträger                                                            | Friedrich August I.   |                  |
| 1705                      |                | Johann Wilhelm Buschmann             | nur ernannt                                                                                 | Friedrich August I.   | –                |
| 1706                      | 1713, Apr.     | Antonius von Dangerfeldt             | († 1713)                                                                                    | Friedrich August I.   |                  |
| 1708                      | 1729           | Peter Ambrosius Lehmann              | (* 1663; † 1729)                                                                            | Friedrich August I.   |                  |
| 1730                      | 1733           | Gabriel von der Lieth                | (* 1691; † 1766) Resident, 1727–30 Geschäftsträger in Bayern, 1733–36 Gesandter in Dänemark | Friedrich August I.   |                  |
| 1733                      | 1736           | Samuel Trugard                       | († 1762) Geschäftsträger                                                                    | Friedrich August II.  |                  |
| 1736                      | 1766, 1. Mai   | Gabriel von der Lieth (II. Amtszeit) | (* 1691; † 1766) Resident                                                                   | Friedrich August II.  |                  |
| 1766, 24. Jul.            | 1782, 27. Okt. | Francesco von Brentano               | (* 1713; † 1782) Resident                                                                   | Friedrich August III. |                  |
| 1782                      | 1790           | vakant                               |                                                                                             | –                     |                  |

1790: Auflösung der Residentur

### Sächsische Generalkonsuln bei den Hansestädten
- 1809–1810: Christian Gottlob Emanuel Frege[2][6] (* 1779; † 1811)

1811 bis 1814: Unterbrechung der Beziehungen infolge der französischen Annexion der Hansestädte
- 1816–1848: Carl Ferdinand Michahelles[2] (* 1777; † 1848)
- 1849–1889: Christian Eduard Frege[2][6] († 1889)